# Horná Lehota (Banská Bystrica)
Horná Lehota (in tedesco Oberhau; in ungherese Felsőszabadi) è un comune della Slovacchia facente parte del distretto di Brezno, nella regione di Banská Bystrica.

## Storia
Citato per la prima volta nel 1406, anno di fondazione, il villaggio appartenente alla città di Slovenská Ľupča, assunse importanza nel XVIII secolo, quando incominciò lo sfruttamento sistematico dei giacimenti auriferi dei dintorni.
È menzionato nel 1406 con il nome di Superior Lehota, nel 1424 come Felsewlehota, nel 1455 come Lyhota Regis, nel 1512 come Lehotka e come Lehotka Superior.